# 密叶杉属
密叶杉属（学名：Athrotaxis），为松柏目柏科下的一属，亦是密叶杉亚科（Athrotaxidoideae）下的唯一一属。本属下共有三种，分布于塔斯马尼亚岛西部。